# Łukasz Barys
Łukasz Barys (ur. 3 lutego 1997 w Pabianicach) – polski pisarz, laureat Paszportu „Polityki”.

## Życiorys
Jest absolwentem filologii polskiej i prawa na Uniwersytecie Łódzkim. Ukończył I Liceum Ogólnokształcące im. Jędrzeja Śniadeckiego w Pabianicach. Opublikował tomik poezji Wysokie słońce (Instytut Literatury/SPP Oddział w Łodzi), za który otrzymał III nagrodę w Ogólnopolskim Konkursie Literackim im. Artura Fryza. Opowiadania zamieszczał m.in. w magazynie „Wizje”. Laureat wielu konkursów literackich, m.in. Grand Prix Ogólnopolskiego Konkursu Poetyckiego im. Reinera Marii Rilkego, Ogólnopolskiego Konkursu Poetyckiego im. Krzysztofa Kamila Baczyńskiego, Ogólnopolskiego Konkursu Poetyckiego im. Rafała Wojaczka, Międzynarodowego Konkursu im. Siegfrieda Lenza, Ogólnopolskiego Konkursu Literackiego „Krajobrazy Słowa” oraz konkursu im. Leopolda Tyrmanda Inspirowani Tyrmandem.
Jego powieść Kości, które nosisz w kieszeni okazała się bestsellerem Empiku. Była pozytywnie recenzowana na łamach m.in. „Polityki”, „Gazety Wyborczej”, „Newsweeka”, „Stonera Polskiego” oraz na blogu Zdaniem Szota.
18 stycznia 2022 roku został laureatem Paszportów „Polityki” 2021 w kategorii Literatura. Otrzymał także nominację do nagrody Odkrycia Empiku 2021 w kategorii Literatura.
18 listopada 2023 roku otrzymał w Teatrze Miejskim w Gliwicach za sztukę Szwaczka nagrodę główną w II edycji Konkursu o Nagrodę Dramaturgiczną im. Tadeusza Różewicza.

## Publikacje
- 2020 – Wysokie słońce (Instytut Literatury / SPP Oddział w Łodzi); poezja[14]
- 2021 – Kości, które nosisz w kieszeni (Wydawnictwo Cyranka); powieść
- 2022 – Jeśli przecięto cię na pół (Wydawnictwo Cyranka); powieść
- 2024  – Małe pająki (Wydawnictwo Literackie); powieść[15]